# UX Большого Пса
UX Большого Пса (лат. UX Canis Majoris) — двойная затменная переменная звезда типа Беты Лиры (EB) в созвездии Большого Пса на расстоянии приблизительно 4359 световых лет (около 1337 парсеков) от Солнца. Видимая звёздная величина звезды — от +11,28m до +10,8m. Орбитальный период — около 1,8584 суток.